# Clwyd (comté)
Pour les articles homonymes, voir Clwyd.
La Clwyd est un comté préservé du pays de Galles.
Érigé en zone de gouvernement local le 1er avril 1974 par le Local Government Act 1972, il conserve ce statut jusqu’au 31 mars 1996, date de son abolition par le Local Government (Wales) Act 1994. Toutefois, doté du statut de comté préservé depuis le 1er avril 1996 au sens de cette même loi, il garde un rôle essentiellement cérémoniel en tant que shrievalty et zone de lieutenance.

## Géographie

### Situation administrative
Le comté préservé de la Clwyd est situé au nord-est du pays de Galles.
Il est entouré par la mer d’Irlande au nord, les comtés gallois du Gwynedd à l’ouest et Powys au sud, et les comtés anglais de Schropshire et de Cheshire respectivement au sud-est et à l’est ; la majorité de la frontière est suit le cours de la Dee et son estuaire. D’autres grands cours d’eau traversent le comté comme l’Alyn, un affluent de la Dee ainsi que la Clwyd et la Conwy à l’ouest. La frange côtière nord est fortement tournée vers le tourisme et possède de nombreuses villes balnéaires comme Llandudno, Colwyn Bay, Abergele, Rhyl et Prestatyn. On retrouve au nord-est la Deeside, une plaine côtière située à côté de l’estuaire de la Dee à vocation essentiellement industrielle. La région autour de Wrexham ainsi que la banlieue de Chester sont quant à eux fortement urbanisés.
Depuis le 2 avril 2003, il comprend les zones principales des boroughs de comté de la Conwy et de Wrexham ainsi que des comtés du Denbighshire et du Flintshire. Il couvre aussi le comté historique du Flintshire, et, pour partie, ceux de Denbigh et de Merioneth, trois divisions administratives en vigueur entre 1889 et 1974.

### Territoires limitrophes
Le comté est bordé au nord par la mer d’Irlande, par les comtés anglais du Cheshire et du Shropshire respectivement à l’est et au sud-est, et par les comtés gallois du Powys et du Gwynedd respectivement au sud et à l’ouest. La Clwyd partage aussi une frontière maritime avec le comté anglais du Merseyside le long de la Dee.
| Baie de Liverpool | Baie de Liverpool | Angleterre |
| Gwynedd           | comté de la Clwyd | Angleterre |
| Gwynedd           | Powys             | Angleterre |

## Toponymie
Le comté tient son appellation de la Clwyd, une rivière le traversant.

## Histoire

### Antécédents
Le nord-est du pays de Galles a été occupé dès la Préhistoire, les Romains ont construit un fort à côté d’un gué de la Conwy et les Normands et les Gallois se sont disputé le territoire. Ils construisirent des châteaux sur des points stratégiques au fur et à mesure qu’ils avançaient et reculaient. Finalement, l’Angleterre l’emporte et Édouard Ier conquiert le comté en 1282. En 1535, les Laws in Wales Acts de 1535 et de 1542 soumettent le pays de Galles à la Couronne britannique et à ses lois. 
Le nord du pays de Galles est colonisé depuis la Préhistoire. Lorsque les Romains atteignirent la Grande-Bretagne, ce qui est aujourd’hui le comté de la Clwyd était occupé par le peuple celte des Deceangli. Ils vivaient dans une série de forts, sur les collines de la chaîne Clwydienne, et leur capitale tribale, Canovium, était située au niveau d’un gué de la Conwy. Elle tomba aux Romains qui y construisirent un fort en l’an 75 environ. Ils contrôlèrent ensuite tout le pays de Galles. Après que les Romains aient quitté la Grande-Bretagne en 410, les royaumes de Gwynedd et de Powys se sont partagé la Clwyd. Lors des 800 ans qui suivirent, une série de mariages dynastiques ont abouti à la réunification des deux royaumes par héritage sous le règne de Rhodri le Grand. À sa mort, le royaume fut partagé entre ses trois fils et plusieurs conflits suivirent : non seulement entre Gallois mais aussi contre les raids des Danois et des Saxons.
La conquête Normande de l’Angleterre eu au départ peu d’incidence sur le nord du pays de Galles. Cela changea lorsque la ville de Chester, le long de la Dee, devint au XIIIe siècle la base de campagnes successives menées à l’encontre du pays du Galles. Les invasions se faisaient principalement par la plaine côtière de la Clwyd, de nombreux châteaux y ont été construits pour soutenir les avancées des armées. Les châteaux de Flint et Rhuddlan datent de cette période et furent les premiers construits par Édouard Ier dans le nord du pays de Galles lors de sa conquête victorieuse en 1282. À la suite de cela, le régime des princes gallois prit fin et le pays de Galles fut annexé par l’Angleterre. Le pays était nommé principauté de Galles de 1216 à 1536. À partir de 1301, les territoires de la Couronne au nord et à l’ouest du pays de Galles, y compris la Clwyd ont fait partie de l’apanage de l’héritier présomptif de l’Angleterre, qui avait pour titre « prince de Galles ». Après la loi de 1535, le pays est intégré et soumis au système juridique du royaume d’Angleterre.

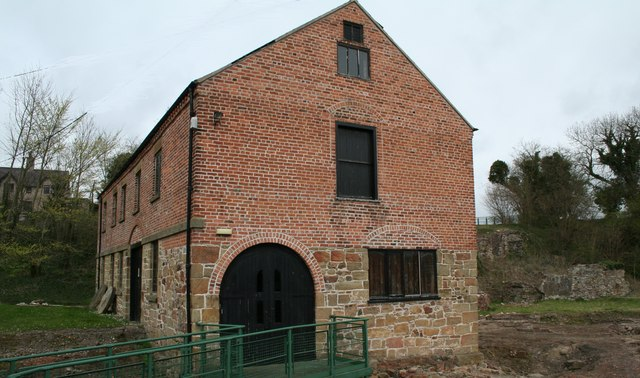
Les fonderies de Bersham.

Bien que la révolution industrielle n’eut que peu d’effets sur les zones rurales de la Clwyd, il y avait une grosse activité industrielle dans les bassins houillers du nord-est du comté, en particulier autour de Wrexham. Les fonderies de Bersham, situées dans la même région, étaient à la pointe de la technologie et étaient connues pour être le premier site de l’industriel John Wilkinson qui inventa la machine à aléser. La famille Willams-Wynn de Wynnstay était devenue riche après la dissolution des monastères et possédait de grands domaines dans la Clwyd avec des ressources comme le plomb, l’étain, le cuivre mais aussi des céréales et du bois.

### Zone de gouvernement local (1974-1996)
Le comté de la Clwyd est une zone de gouvernement local créée au 1er avril 1974 par le Local Government Act 1972 en tant que zone de gouvernement local de niveau supérieur à partir du comté administratif du Flintshire, ainsi que, de façon partielle, ceux de Denbigh — sans le district rural de Llanrwst et une partie des districts ruraux d’Aled et de Hiraethog — et de Merioneth — le district rural d’Edeyrnion —. D’après la loi, elle détient une assemblée délibérante dénommée conseil principal.
Son territoire comprend six zones de gouvernement local de niveau inférieur, dites « districts », définies à partir des territoires existants au moment de la publication du Local Government Act 1972 et dont les noms sont rendus officiels par le Districts in Wales (Names) Order 1973 : Alyn-Dee (devenu quelques mois plus tard Alyn and Deeside), Colwyn, Delyn, Glyndŵr et Rhuddlan,,.

### Comté préservé (depuis 1996)
En raison d’une réorganisation des zones de gouvernement local, le comté de la Clwyd est aboli au 31 mars 1996 d’après le Local Government (Wales) Act 1994, mais conserve une existence juridique en tant que comté préservé pour certaines fins. À ce titre, la loi de 1994 amende les limites du comté de la Clwyd définies par le Local Government Act 1972 en retirant au comté préservé les communautés de Llanrhaeadr-ym-Mochnant, de Llansilin et de Llangedwyn, transférées vers le Powys.
En novembre 2002, la Commission du tracé des limites de gouvernement local pour le pays de Galles présente un rapport, Review of Preserved County Boundaries, dans lequel elle suggère trois recommandations quant à la modification de limites de comtés préservés. À partir des conclusions du rapport, l’assemblée nationale pour le pays de Galles adopte le 1er avril 2003 un décret, le Preserved Counties (Amendment to Boundaries) (Wales) Order 2003, entré en vigueur le lendemain. Depuis lors, le comté préservé de la Clwyd est défini à partir des zones principales que sont les boroughs de comté de la Conwy et de Wrexham et les comtés du Denbighshire et du Flintshire.

## Économie
Traditionnellement, l’agriculture était le pilier de l’économie de cette partie du pays de Galles mais avec la révolution industrielle, les houillères du nord du pays se sont développées et les régions de l’est de la Clwyd autour de l’estuaire de la Dee ainsi que Wrexham se sont industrialisées. L’avènement des lignes de chemin de fer le long de la côte nord du pays de Galles au milieu du XIXe siècle permit aux habitants des villes du Lancashire et du Cheshire de visiter les villes côtières du nord du pays de Galles. Aujourd’hui, le tourisme est la principale source de revenus de la Clwyd.

## Administration

### Conseil
Comme prévu par la loi de 1972, le comté est administré par un « conseil principal » appelé le Clwyd County Council. Dirigé par un président et un vice-président, il se compose de conseillers élus pour un mandat de 4 ans.
Des élections du conseil de comté se tiennent en 1973, en 1977, en 1981, en 1985, en 1989 et en 1993. Pour celles-ci, le territoire est divisé :
- en 53 circonscriptions électorales à partir de 1973 ;
- en 52 circonscriptions électorales à partir de 1977 ;
- en 58 circonscriptions électorales à partir de 1981 ;
- en 56 circonscriptions électorales à partir de 1985 ;
- en 54 circonscriptions électorales à partir de 1989 ;
- et en 64 circonscriptions électorales à partir de 1993[15].

### Postes cérémoniels
Depuis 1974, deux postes honorifiques relèvent de la Clwyd : le lord-lieutenant et le haut-shérif.